# Abarema acreana
Abarema acreana là một loài cây trong họ Fabaceae. Nó là một loài thực vật huyền bí và có thể là loài đặc hữu của Brasil. Quả của chúng chưa bao giờ được tìm thấy, và do đó, nó không được xác nhận rõ ràng nếu nó thuộc chi Abarema, hay Hydrochorea, hoặc một chi nào khác.